# Rui Pedro (football, 1998)
Pour les articles homonymes, voir Rui Pedro.
Rui Pedro da Silva e Sousa, appelé communément Rui Pedro, est un footballeur portugais né le 20 mars 1998 à Castelo de Paiva. Il évolue au poste d'attaquant au sein du club Slovène NK Olimpija Ljubljana.

## Biographie

### En club
Il est issu du centre de formation du FC Porto,.
Il dispute notamment avec ce club une rencontre en Ligue des champions de l'UEFA, lors de la saison 2016-2017, contre Leicester City,.

### En sélection
Avec l'équipe du Portugal des moins de 19 ans, il inscrit un doublé contre la Pologne en mars 2017, lors des éliminatoires de l'Euro des moins de 19 ans. Il participe ensuite quelques mois plus tard à la phase finale du championnat d'Europe de la catégorie organisé en Géorgie. Lors de cette compétition, il inscrit deux buts, contre le pays organisateur, puis contre la Tchéquie. Le Portugal s'incline en finale face à l'Angleterre.

## Palmarès
Avec le FC Porto B :
- Champion du Portugal D2 en 2016

Avec le Portugal :
- Finaliste du championnat d'Europe des moins de 19 ans en 2017 avec l'équipe du Portugal des moins de 19 ans